# Ana Lúcia Gazzola
Ana Lúcia Almeida Gazzola (Três Corações, 1955), conhecida simplesmente como Ana Lúcia Gazzola, é uma linguista, crítica literária, gestora pública e professora universitária brasileira. É professora emérita da Universidade Federal de Minas Gerais, tendo atuado como reitora da instituição entre 2002 e 2006. Foi secretária estadual de Minas Gerais nas pastas do Desenvolvimento Social (2010) e da Educação (2011 - 2014).

## Formação e carreira
Graduou-se em Letras pela Universidade Federal de Minas Gerais, em 1973. No mesmo ano, iniciou seu mestrado em Literaturas Luso-Brasileira e Hispano-Americana, pela Universidade da Carolina do Norte. Sua dissertação Determinismo e Fatalismo na obra de ficção de Adonias Filho, foi defendida em 1974, contando com a orientação de Fred M. Clark, que também a acompanharia em seu doutoramento. Seu doutorado em Literatura Comparada foi finalizado em 1978, com a aprovação da tese Tragedy and Value: A Study of Three Plays by Dias Gomes and Arthur Miller. Realizou entre 1992 e 1994 um pós-doutoramento pela Universidade Duke.
Faz parte do quadro de docentes da Universidade Federal de Minas Gerais desde 1978. Em 2008 recebeu o titulo de professora emérita da instituição. Ao longo de sua trajetória profissional, foi Presidente da Associação Nacional dos Dirigentes das Instituições Federais de Ensino Superior (ANDIFES, gestão 2004 - 2005), diretora do Instituto Internacional para a Educação Superior na América Latina e o Caribe (UNESCO-IESALC, gestão 2006 - 2008), pró-reitora de pós-graduação, vice-reitora e reitora da Universidade Federal de Minas Gerais (UFMG, gestão 2002 - 2006) e, a convite do governador Antonio Anastasia, foi secretária estadual de Desenvolvimento Social (2010) e de Educação Básica do Estado de Minas Gerais (gestão 2011 - 2014).

## Reconhecimentos e prêmios
Por sua carreira e atuação administrativa recebeu diversos prêmios e honrarias. Foi agraciada com o título de Professora Emérita da Universidade Federal de Minas Gerais, e o Doutora Honoris Causa da Universidade de Córdova.
Recebeu a Comenda da Ordem Nacional do Mérito Científico, pelo Ministério de Ciência e Tecnologia, o Prêmio Anísio Teixeira, pela Fundação Capes, a Medalha da Inconfidência, a Medalha JK, a Comenda Teófilo Otoni, a Medalha Dia de Minas e a Medalha de Mérito da Defesa Civil, pelo Governo do Estado de Minas Gerais, a Ordem do Mérito Desembargador Ari Rocha, pelo Tribunal Regional do Trabalho de Minas Gerais, a Medalha Coronel Saul Alves Martins, pela Prefeitura Municipal de Minas Gerais, a Medalha da Ordem do Mérito Legislativo, pela Assembléia Legislativa do Estado de Minas Gerais; a Medalha de Mérito de Gestor Público e a Medalha Celso Melo de Azevedo, pela Associação Mineira de Municípios; a Medalha do Centenário, pelo Departamento de Trânsito de Minas Gerais; a Medalha de Mérito Francisco José Lins do Rêgo Santos, pelo Ministério Público do Estado de Minas Gerais, o Colar de Mérito da Corte de Contas Ministro José Maria de Alkimin, pelo Tribunal de Contas do Estado de Minas Gerais, a Medalha da Ordem do Mérito Imperador D. Pedro II, pelo Corpo de Bombeiros Militar do Estado de Minas Gerais, a Medalha da Ordem do Mérito Legislativo Presidente Itamar Augusto Cautiero Franco e o Título de Honra ao Mérito, pela Câmara Municipal de Três Corações.
Foi feita Cidadã Honorária de Uberaba, pela Câmara Municipal de Uberaba.

## Obras
- Cenas Brasileiras de Genevieve Naylor. Belo Horizonte: Editora da UFMG, 2008.
- Marianne North: Lembranças de uma vida feliz. Brasília / Belo Horizonte: IPEA - Fundação João Pinheiro, 2001.
- Silviano Santiago. The Space In-Between: Essays on Latin American Culture. Durham: Duke University Press, 2001.
- Fredric Jameson. Espaço e Imagem: Teorias do Pós-Moderno e Outros Ensaios. Rio de Janeiro: Editora da Universidade Federal do Rio de Janeiro, 1995.
- A Mulher na Literatura. Belo Horizonte: Imprensa da UFMG, 1990.